# Spokane (Washington)
Spokane è una città e il capoluogo della contea di Spokane, Washington, Stati Uniti. Si trova nella parte orientale dello stato, lungo il fiume Spokane, vicino ai Monti Selkirk e ad ovest delle Montagne Rocciose, 92 miglia (148 km) a sud del confine tra il Canada e gli Stati Uniti, 18 miglia (30 km) a ovest del confine Washington-Idaho e 279 miglia (449 km) a est di Seattle lungo l'Interstate 90.
Spokane è il centro economico e culturale dell'area metropolitana di Spokane, l'area statistica combinata di Spokane-Coeur d'Alene e l'entroterra nord-occidentale. Conosciuta per essere il luogo di nascita della festa del papà negli Stati Uniti, il suo soprannome ufficiale è "Lilac City". Una cultivar rosa a doppio fiore del lillà comune, nota come Syringa vulgaris "Spokane", prende il nome dalla città. 
La città e la più ampia area dell'entroterra nord-occidentale sono servite dall'aeroporto internazionale di Spokane, 5 miglia (8 km) ad ovest del centro di Spokane. 
Secondo il censimento del 2010, Spokane aveva una popolazione di 208 916 abitanti, rendendola la seconda città più grande dello stato di Washington e la 100ª città degli Stati Uniti. Nel 2019, lo United States Census Bureau ha stimato la popolazione della città in 222 081 abitanti e la popolazione dell'area metropolitana di Spokane in 573 493 abitanti.

## Geografia fisica
Secondo lo United States Census Bureau, ha un'area totale di 60,02 miglia quadrate (155,45 km²).

## Storia
I primi abitanti dell'area, la tribù degli Spokane (che significa "figli del sole" in salishano), visse qui per un lungo periodo. David Thompson esplorò l'area con l'espansione verso ovest e l'istituzione della Spokane House della North West Company nel 1810. Questo trading post fu il primo insediamento europeo esistito per molti nello stato di Washington. Il completamento della Northern Pacific Railway nel 1881 portò i coloni nell'area di Spokane. Nello stesso anno fu ufficialmente incorporata come città con il nome di Spokane Falls (fu reincorporata con il suo nome attuale dieci anni dopo). Alla fine del XIX secolo, l'oro e l'argento furono scoperti nell'entroterra nord-occidentale. L'economia locale dipendeva dalle miniere, dal legname e dall'agricoltura fino agli anni 1980. Spokane ha ospitato la prima esposizione universale a tema ambientale all'Expo 1974.

## Monumenti e luoghi d'interesse
Molti dei più antichi edifici in stile neoromanico del centro sono stati progettati dall'architetto Kirtland Cutter dopo il grande incendio del 1889. La città ospita anche i parchi Riverfront e Manito, il Northwest Museum of Arts and Culture della Smithsonian, il Davenport Hotel e i teatri Fox e Bing Crosby.
La cattedrale di Nostra Signora di Lourdes è la sede della diocesi di Spokane, e la cattedrale di San Giovanni Evangelista funge da diocesi episcopale di Spokane. Lo Spokane Washington Temple, nella parte orientale della contea, serve la Chiesa di Gesù Cristo dei Santi degli Ultimi Giorni.

## Società

### Evoluzione demografica
Secondo il censimento del 2017, c'erano 217 108 persone residenti.

### Etnie e minoranze straniere
Secondo il censimento del 2010, la composizione etnica della città era formata dall'84,00% di bianchi, il 2,20% di afroamericani, l'1,80% di nativi americani, il 2,50% di asiatici, lo 0,60% di oceaniani, il 3,80% di altre etnie, e lo 0,10% di due o più etnie. Ispanici o latinos di qualunque etnia erano il 5,00% della popolazione.

## Cultura

### Istruzione
La Gonzaga University fu fondata nel 1887 dai gesuiti, mentre la privata Presbyterian Whitworth University fu fondata tre anni dopo e fu spostata nella zona nord di Spokane nel 1914.

### Media

#### Stampa
Il principale quotidiano locale è The Spokesman-Review, con una diffusione giornaliera di 56.629 copie nel 2022.

## Amministrazione

### Gemellaggi
- Nishinomiya, dal 1961
- Jecheon
- Jilin
- Limerick
- San Luis Potosí
- Cagli

## Sport
Negli sport, le squadre sportive professionistiche e semiprofessionali della regione sono i Spokane Indians nella Minor League Baseball e i Spokane Chiefs nell'hockey su ghiaccio per ragazzi. La squadra di basket collegiale dei Gonzaga Bulldogs compete nella Division I.